# Ministère de l'Agriculture et du Commerce
 (mai 2025).
Si vous disposez d'ouvrages ou d'articles de référence ou si vous connaissez des sites web de qualité traitant du thème abordé ici, merci de compléter l'article en donnant les références utiles à sa vérifiabilité et en les liant à la section « Notes et références ».

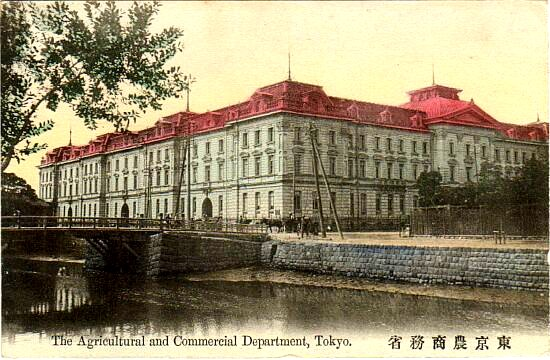
Siège du ministère de l'Agriculture et du Commerce à Tokyo.

Le  ministère japonais de l'Agriculture et du Commerce  (農商務省, Nōshōmushō) est un ministère du gouvernement de Meiji qui exista de 1881 à 1925. Il fut brièvement recréé en tant que ministère de l'Agriculture et du Commerce (農商省, Nōshōshō) durant la Seconde Guerre mondiale.

## Histoire
Le ministère de l'Agriculture et du Commerce fut originellement créé le 7 avril 1881, d'abord au sein du Grand Conseil d'État (太政官, Dajōkan) puis sous la constitution Meiji. Il combinait le département de l'Agriculture, des Forêts, de l'Histoire naturelle et de l'Entretien des stations relais qui était alors directement sous l'autorité du premier ministre avec le département du Commerce sous l'autorité du Ministère des Finances. Le nouveau ministère fut chargé par l'oligarchie de Meiji d'accélérer la production des ressources naturelles et de développer l'industrialisation rapide du Japon. Bien que ses fonctions comprenaient en théorie la protection des travailleurs, il servait en réalité les intérêts de l'industrie en lui garantissant une main-d'œuvre bon marché. Le 25 décembre 1885, avec la suppression du ministère des Travaux publics, le ministère de l'Agriculture et du Commerce gagna le département des mines et le département du génie civil. Le 1er avril 1896 fut prise la décision de privatiser l'industrie du fer et de l'acier. Toutes les aciéries de l'État furent cédées à des entreprises privées avant le 5 février 1901. 
Le ministère contribua à faire entrer en vigueur la loi sur l'Industrie japonaise de 1903 qui réformait et réglementait les conditions de travail dans les usines. Le 1er avril 1925, le ministère de l'Agriculture et du Commerce fut divisé entre le ministère de l'Agriculture et des Forêts et le ministère du Commerce et de l'Industrie. Cette division fut le résultat de l'opposition de longue date au sein du ministère entre la partie "Commerce", qui cherchait à ouvrir le pays à l'étranger, et la partie protectionniste "Agriculture" qui cherchait à interdire les importations de produits alimentaires, en particulier de riz. Les importations de riz ruinèrent beaucoup d'agriculteurs japonais (ce qui provoqua les émeutes du riz de 1918, et les objectifs contradictoires des deux parties du ministères furent évidents.
Cependant, durant la Seconde Guerre mondiale, le ministère des Munitions, le ministère des Transports et des Communications et la Commission d'urbanisme absorba beaucoup des fonctions du ministère du Commerce et les restes furent fusionnés avec le ministère de l'Agriculture et des Forêts pour recréer le ministère de l'Agriculture et du Commerce le 1er novembre 1943. En plus d'essayer de développer l'agriculture, le ministère refondé était chargé de la distribution des rations alimentaires. 
Le ministère fut définitivement supprimé le 26 août 1945, après la reddition du Japon, sur ordre des troupes d'occupation américaines. Dans la constitution du Japon d'après-guerre, les ministères furent encore divisés entre le ministère de l'Agriculture et des Forêts et le ministère du Commerce.

## Liste des ministres de l'Agriculture et du Commerce (Meiji-Taisho)
|    | Nom                | Gouvernement           | De                | À                 |
| -- | ------------------ | ---------------------- | ----------------- | ----------------- |
| 1  | Tani Hisamoto      | Itō 1                  | 22 décembre 1885  | 26 juillet 1887   |
| 2  | Hijikata Hisamoto  | Itō 1                  | 26 juillet 1887   | 17 septembre 1887 |
| 3  | Kiyotaka Kuroda    | Itō 1                  | 17 septembre 1887 | 30 avril 1888     |
| 4  | Inoue Kaoru        | Kuroda                 | 25 juillet 1888   | 23 décembre 1889  |
| 5  | Iwamura Michitoshi | Yamagata 1             | 23 décembre 1889  | 17 mai 1890       |
| 6  | Mutsu Munemitsu    | Yamagata 1 Matsukata 1 | 17 mai 1890       | 14 mars 1892      |
| 7  | Kōno Togama        | Matsukata 1            | 14 mars 1892      | 14 juillet 1892   |
| 8  | Sano Tsunetami     | Matsukata 1            | 14 juillet 1892   | 8 août 1892       |
| 9  | Gotō Shōjirō       | Itō 2                  | 8 août 1892       | 22 janvier 1894   |
| 10 | Takeaki Enomoto    | Itō 2 Matsukata 2      | 22 janvier 1894   | 29 mars 1897      |
| 11 | Ōkuma Shigenobu    | Matsukata 2            | 29 mars 1897      | 6 novembre 1897   |
| 12 | Yamada Nobumichi   | Matsukata 2            | 6 novembre 1897   | 12 janvier 1898   |
| 13 | Itō Miyoji         | Itō 3                  | 12 janvier 1898   | 26 avril 1898     |
| 14 | Kaneko Kentarō     | Itō 3                  | 26 avril 1898     | 30 juin 1898      |
| 15 | Ōishi Masami       | Ōkuma 1                | 30 juin 1898      | 8 novembre 1898   |
| 16 | Sone Arasuke       | Yamagata 2             | 8 novembre 1898   | 19 octobre 1900   |
| 17 | Hayashi Yūzō       | Itō 4                  | 19 octobre 1900   | 2 juin 1901       |
| 18 | Hirata Tosuke      | Katsura 1              | 2 juin 1901       | 17 juillet 1903   |
| 19 | Kiyoura Keigo      | Katsura 1              | 17 juillet 1903   | 22 septembre 1903 |
| 20 | Kiyoura Keigo      | Katsura 1              | 22 septembre 1903 | 7 janvier 1906    |
| 21 | Matsuoka Yasukowa  | Saionji 1              | 7 janvier 1906    | 14 juillet 1908   |
| 22 | Ōura Kanetake      | Katsura 2              | 14 juillet 1908   | 30 août 1911      |
| 23 | Makino Nobuaki     | Saionji 2              | 30 août 1911      | 21 décembre 1912  |
| 24 | Nakashōji Ren      | Katsura 3              | 21 décembre 1912  | 20 février 1913   |
| 25 | Yamamoto Tatsuo    | Yamamoto 1             | 20 février 1913   | 16 avril 1914     |
| 26 | Ōura Kanetake      | Ōkuma 2                | 16 avril 1914     | 7 janvier 1915    |
| 27 | Kōno Hironaka      | Ōkuma 2                | 7 janvier 1915    | 9 octobre 1916    |
| 28 | Nakashōji Ren      | Terauchi               | 9 octobre 1916    | 29 septembre 1918 |
| 29 | Yamamoto Tatsuo    | Hara Takahashi         | 29 septembre 1918 | 12 juin 1922      |
| 30 | Arai Kentarō       | Katō                   | 12 juin 1922      | 2 septembre 1923  |
| 31 | Den Kenjirō        | Yamamoto 2             | 2 septembre 1923  | 24 décembre 1923  |
| 32 | Okano Keijirō      | Yamamoto 2             | 24 décembre 1923  | 7 janvier 1924    |
| 33 | Maeda Toshisada    | Kiyoura                | 7 janvier 1924    | 11 juin 1924      |
| 34 | Takahashi Korekiyo | Katō                   | 11 juin 1924      | 1er avril 1925    |

## Liste des ministres de l'Agriculture et du Commerce (2GM)
|   | Nom                  | Gouvernement | De                | À               |
| - | -------------------- | ------------ | ----------------- | --------------- |
| 1 | Tatsunosuke Yamazaki | Tōjō         | 1er novembre 1943 | 19 février 1944 |
| 2 | Nobuya Uchida        | Tōjō         | 19 février 1944   | 22 juillet 1944 |
| 3 | Toshio Shimada       | Koiso        | 22 juillet 1944   | 7 avril 1945    |
| 4 | Tadaatsu Ishiguro    | Suzuki       | 7 avril 1945      | 17 août 1945    |
| 5 | Sengoku Kotaro       | Higashikuni  | 17 août 1945      | 26 août 1945    |